# Novokosino (Mosca)
Il quartiere Novokosino (in russo Район Новокосино?) è un quartiere di Mosca sito nel Distretto Orientale.
L'area del quartiere, compresa tra gli abitati di Kosino a sud e Reutov a nord ospitava il piccolo villaggio di Kruticy, di cui si ha menzione nel 1576-1578.
Viene inclusa nel territorio di Mosca nel 1986, anno in cui il 3 settembre iniziano i lavori per una consistente opera di urbanizzazione dell'area.
La stazione della metropolitana di Mosca chiamata Novokosino, situata sulla linea Kalininskaja-Solncevskaja, si trova nell'estremità nord del quartiere.